# 夜を楽しく
『夜を楽しく』（よるをたのしく、原題・英語: Pillow Talk）は、1959年に製作・公開されたアメリカ合衆国の映画である。

## 概要
ユニバーサル・ピクチャーズで活動してきたロック・ハドソンとドリス・デイの初の共演作品であり、マイケル・ゴードンが監督を務めた。ハドソンとデイはこの後『恋人よ帰れ』（1961）『花は贈らないで!』（1964）でも共演している。
イーストマン・カラー、シネマスコープ作品として撮影された。

## あらすじ
ニューヨークのアパートに住まう室内装飾家のジャンは、彼女の部屋の上の階に住む作曲家ブラッドと共同電話が混線し、よく言い争っていた。
彼女は電話局に抗議するもうまくいかず、結局ブラッドと二人で30分ずつ使うという協定を結んだ。
同じころ、ブラッドの友人である歌謡番組のスポンサー企業の代表者であるジョナサンは、ジャンに恋をしていた。

## キャスト
| 役名                   | 俳優                 | 日本語吹替                     |
| 役名                   | 俳優                 | NET版                          |
| ---------------------- | -------------------- | ------------------------------ |
| ブラッド・アレン       | ロック・ハドソン     | 細井重之                       |
| ジャン・モロー         | ドリス・デイ         | 楠トシエ                       |
| ジョナサン・フォーブス | トニー・ランドール   | 山田康雄                       |
| アルマ                 | セルマ・リッター     | 麻生美代子                     |
| トニー・ウォルターズ   | ニック・アダムス     | 八代駿                         |
| ハリー                 | アレン・ジェンキンス | 辻村真人                       |
| アイリーン             | ヴァレリー・アレン   | 小原乃梨子                     |
| 不明 その他            | N/A                  | 神山卓三 緑川稔                |
| 日本語スタッフ         |                      |                                |
| 演出                   |                      |                                |
| 翻訳                   |                      |                                |
| 効果                   |                      |                                |
| 調整                   |                      |                                |
| 制作                   | 制作                 | グロービジョン                 |
| 解説                   | 解説                 | 木崎国嘉                       |
| 初回放送               | 初回放送             | 1969年9月13日 『土曜映画劇場』 |

## 映画賞受賞・ノミネーション
- 受賞
  - アカデミー脚本賞：ラッセル・ラウズ、クラレンス・グリーン、スタンリー・シャピロ、モーリス・リッチリン
- ノミネーション
  - アカデミー主演女優賞：ドリス・デイ
  - アカデミー助演女優賞：セルマ・リッター
  - アカデミー美術賞（カラー）：リチャード・H・リーデル、ラッセル・A・ガウスマン、ルビー・R・レヴィット
  - アカデミー作曲賞：フランク・デ・ヴォル
  - ゴールデングローブ賞 作品賞 (ミュージカル・コメディ部門)
  - ゴールデングローブ賞 主演女優賞 (ミュージカル・コメディ部門)：ドリス・デイ
  - ゴールデングローブ賞 助演男優賞：トニー・ランドール